# Ще одна проста послуга
Ще одна проста послуга (англ. Another Simple Favor) — американська чорна комедія-містерія 2025 року режисера Пола Фіґа за сценарієм Джесіки Шарзер та Лаети Калогрідіс. Стрічка є продовженням фільму «Проста послуга» (2018). Анна Кендрік, Блейк Лайвлі, Генрі Голдінг, Ендрю Реннеллс, Башир Салахуддін, Келлі Маккормак, Джошуа Сатін та Іан Хо повторюють свої ролі з першого фільму, а до акторського складу приєдналися Мікеле Морроне, Елена Софія Річчі, Елізабет Перкінс (замінила Джин Смарт), Алекс Ньюелл та Еллісон Дженні.
Прем'єра фільму відбулася на фестивалі «South by Southwest» 7 березня 2025 року, а 1 травня він вийшов на Amazon Prime Video. Він отримав неоднозначні відгуки критиків.

## Сюжет
Через п'ять років після подій першого фільму Стефані Смозерс — відома true crime–відеоблогерка та детектив-аматорка, яка написала книгу про свою дружбу з Емілі Нельсон та її подальше ув'язнення. На автограф-заході вона стикається з Емілі, яку звільнили за апеляцією. Та виходить заміж за свого старого друга Данте Версано, багатого італійця з родини, пов'язаної з організованою злочинністю. Емілі запрошує Стефані бути її дружкою, спонукаючи її погодитися обіцянками збільшення продажів книг та загрозою можливого судового позову.
Після прибуття на Капрі разом з Данте та агентом Стефані, Вікі, вони возз'єднуються з колишнім чоловіком Емілі, Шоном, та сином Нікі. Також на весіллі присутні мати Емілі, Маргарет, та її тітка Лінда, а також мати Данте, Порція, яка має суперечливі стосунки з Емілі, звинувачуючи її в тому, що вона вийшла заміж за члена родини заради грошей. На обіді перед весіллям озлоблений та п'яний Шон вступає в запеклу суперечку з Данте. Пізніше Шона вбиває у його готельному номері невідомий нападник.
Стефані відвідує «дівич-вечір» Емілі, де виявляється єдиною гостею, і вони відновлюють стосунки. Коли Стефані повертається до готелю, вона дізнається про смерть Шона, яку місцева поліція списує на «нещасний випадок». Підозрюючи причетність Емілі, Стефані наступного дня слідує за нею, але її відволікає американська туристка, яка представляється як Ірен Вокер, агент ФБР, що розслідує справу Лінди, і показує Стефані фотографію Лінди, на якій вона розмовляє з таємничою жінкою, яку Стефані ідентифікує як Емілі за її татуюванням. Їх перериває Данте, якого Стефані пізніше бачить у гарячій дискусії з Маттео Бартоло, членом родини-суперника Версано.
Емілі та Данте одружуються. На весільній вечірці Данте влаштовує шоу, спалюючи шлюбний договір між ним та Емілі, проголошуючи це жестом миру між родинами Версано та Бартоло. Пізніше того ж вечора Стефані йде за Данте, коли той залишає вечірку, і стає свідком того, як його застрелили. Порша звинувачує Емілі у його вбивстві, тоді як Лінда кидає підозру на Маттео, який рішуче заперечує це. З врахуванням присутності Емілі і тим, що Стефані виявилася єдиним свідком убивства, її поміщають під домашній арешт, поки триває розслідування смерті.
Стефані зустрічається з Емілі, але з її дивної поведінки розуміє, що насправді вона — Чаріті, третя з трійні, до якої входили Емілі та її покійна сестра Фейт. Чаріті завдає собі ножового удару, звинувачуючи Стефані. Стефані звільняє з полону Ізабелла, економка, якій заплатила Ірен. Ізабелла впускає її до кімнати Маргарет; вона розповідає, що мертвонародження Чаріті було підроблене Ліндою, — шахрайкою, яка виховала її як свою власну дитину. Стефані виходить з готелю та зустрічає Ірен, але перш ніж її встигають відвезти до безпечного місця, переодягнена Чаріті завдає смертельного ножового ураження Ірен. Тим часом Лінда дізнається від Маргарет, що Стефані розмовляла з нею, і душить її подушкою. Стефані відводять на зустріч із Поршею Версано.
Порша вводить Стефані тіопентал натрію, вважаючи, що вона та Емілі змовилися вбити Данте. Не отримавши від неї жодної чіткої відповіді, Порція наказує її вбити, але Емілі рятує її. Вона пояснює, що Лінда намагалася шантажувати її та Данте, погрожуючи розкрити, що їхнє весілля було шлюбом за розрахунком, щоб приховати, що Данте та Маттео були коханцями. Після того, як вона відмовилася, Емілі зіткнулася з Чаріті, яка вбила і Шона, і Данте через свою романтичну одержимість Емілі. Чаріті накачала її наркотиками та вийшла заміж за Данте замість неї, а Емілі звільнили лише після того, як Чаріті забула накачати її наркотиками того дня.
Чаріті, видаючи себе за Емілі, використовує телефон Стефані для прямої трансляції, надсилаючи Емілі та Стефані закодоване повідомлення про те, що вона вб'є Нікі, якщо Стефані не здасть себе. Стефані та Емілі протистоять Чаріті та Лінді, яка тримає Нікі під прицілом. Лінда планує вбити Стефані та звинуватити її у вбивствах, а Чаріті привласнить життя, гроші та становище Емілі в родині Версано. Стефані зазначає, що Емілі також доведеться померти, що Чаріті відкидає. У подальшій метушні Нікі запускає іграшковий дрон в обличчя Лінди, дозволяючи Чаріті забрати її пістолет і вистрілити в неї, відправивши її зі скелі на смерть.
Емілі переконує сестру зайняти її місце у в'язниці, водночас беручи на себе відповідальність за всі скоєні вбивства. Стефані повертається додому, пише другу книгу про вбивства на Капрі та виконує бажання Емілі — дати Нікі нормальне життя. Емілі, яка переховувалася в Італії, стикається з Порцією. Та зізнається, що знала, що шлюб між Емілі та Данте був фіктивним, і що Емілі не скоювала вбивств. В обмін на те, що Емілі приймуть до родини Версано, вона просить про «просту послугу», вручаючи їй конверт із невідомим вмістом.

## Акторський склад
- Анна Кендрік у ролі Стефані Смозерс, письменниці та матері Майлза
- Блейк Лайвлі у ролі
  - Емілі Нельсон / Хоуп МакЛенден, матері Нікі
  - Чаріті МакЛенден, однояйцевої сестри Емілі, яка, як вона вважала, померла при народженні
- Генрі Голдінг у ролі Шона Таунсенда, колишнього чоловіка Емілі та батька Нікі
- Ендрю Реннеллс[en] у ролі Даррена, друга Стефані
- Башир Салахуддін[en] у ролі детектива Бена Саммервіля
- Елізабет Перкінс у ролі Маргарет МакЛенден, матері Емілі. Перкінс замінює Джин Смарт, яка грала персонажа в першому фільмі.
  - Джейд Піровано у ролі молодої Маргарет
- Мікеле Морроне у ролі Данте Версано, нареченого Емілі
- Елена Софія Річчі у ролі Порші Версано, матері Данте
- Еллісон Дженні в ролі тітки Лінди МакЛенден, тітки Емілі по материнській лінії та старшої сестри Маргарет
  - Алессандра Пасіфіко Гріффіні в ролі молодої Лінди
- Алекс Ньюелл[en] в ролі Вікі, книжкового агента/помічника Стефані
- Тейлор Ортега[de] в ролі Ірен Вокер, агента ФБР, яка слідкує за Стефані
- Джошуа Сатін в ролі Майлза Смозерса, сина Стефані
- Іан Хо[d] в ролі Ніколаса «Нікі» Таунсенда-Нельсона, сина Емілі та Шона
- Лоренцо де Мур[en] в ролі Маттео Бартоло
- Апарна Нанчерла в ролі Сони
- Келлі Маккормак[en] в ролі Стейсі
- Холмс[en] в ролі вожатого табору, Вала
- Джейк Таппер[en] в ролі самого себе

Режисер Пол Фіґ з'явився в епізодичній ролі адвоката «Емілі»/Чаріті в кінці фільму.

## Виробництво

### Препродакшен
У травні 2022 року було оголошено, що Amazon MGM Studios та Lionsgate дали зелений світло на продовження фільму 2018 року, режисером якого знову стане Пол Фіґ, а Анна Кендрік та Блейк Лайвлі повторять свої ролі. Проєкт було знову підтверджено у березні 2024 року, серед акторів було оголошено Генрі Голдінга та Ендрю Реннеллса, які також повторять свої ролі з першого фільму, а Еллісон Дженні — приєднається до акторського складу.

### Зйомки
Основні зйомки розпочалися наприкінці березня 2024 року. Раніше планувалося, що вони розпочнуться восени 2023 року на Капрі та в Італії, де знаходиться об'єкт Світової спадщини ЮНЕСКО — Вілла Адріана. Зйомки завершилися 26 травня 2024 року..

## Реліз
Прем'єра фільму «Ще одна проста послуга» відбулася на фестивалі «South by Southwest» 7 березня 2025 року, а реліз на Amazon Prime Video відбувся 1 травня.

## Сприйняття

### Критика
На веб-сайті агрегатора рецензій Rotten Tomatoes 60 % зі 141 відгуку критиків є позитивними, із середнім рейтингом 5,6/10. Консенсус вебсайту гласить: «Пропливаючи завдяки силі свого попередника, „Ще одна проста послуга“ — це ідеальний коктейль із таємниць, інтриги та гострого кастингу з ноткою вчасної комедії». Metacritic, який використовує середньозважену оцінку, присвоїв фільму 54 бали зі 100 на основі відгуків 25 критиків, що вказує на «змішані або посередні» відгуки.
Браян Таллеріко з RogerEbert.com поставив фільму дві з половиною зірки з чотирьох і написав: «Незважаючи на зміну теми з материнства на мафію, „Ще одна проста послуга“ зрештою залишається майже таким самим, як і перший фільм, з точки зору того, що працює, а що зазнає невдачі». Лайвлі знову фантастична, наповнюючи цього персонажа певною мірою захопливою невизначеністю, яка порушує баланс фільму, коли її немає на екрані, а костюми чудові, піднімаючись до рівня приголомшливих пейзажів". Метт Донато з TheWrap поставив три зірки з п'яти та написав: «Ще одна проста послуга може не бути ідеальним варіантом Емілі — охолодженим мартіні у склянці, але це нормально. Як і щоденні мартіні, які Емілі миттєво струшує, сексуальні та безглузді злочинні витівки Фіґа чудово сприймаються».
У більш неоднозначному огляді Джейкоб Оллер з «The A.V. Club» поставив фільму оцінку C+ і написав: "Хоча найпростіші задоволення від «послуги» залишаються — їдка хімія між Кендрік і Лайвлі, незвичайні повороти сюжету, бравурні костюми — настрій, що живить концепцію, охолов настільки, що, незважаючи на збільшення кількості жертв, сиквел здається таким же поверховим, як і його назва. Це просто «Ще одна».

### Нагороди та номінації
| Нагорода | Дата церемонії  | Категорія                            | Одержувач (-і) | Результат | Прим.  |
| -------- | --------------- | ------------------------------------ | -------------- | --------- | ------ |
| SXSW     | 15 березня 2025 | Хедлайнер (Приз глядацьких симпатій) | Пол Фіґ        | Номінація | [ 14 ] |

## Майбутнє
В інтерв'ю журналу «People» Фіґ висловив зацікавленість у зйомках третього фільму. Калогрідіс сказала, що вона «хотіла б знову провести час із цими персонажами та цими акторами».